# Hyladelphys kalinowskii
Hyladelphys kalinowskii e вид опосум от семейство Didelphidae. Видът обитава равнинните тропически гори във Френска Гвиана, Бразилия, Перу и Гвиана на надморска височина до 1000 m. Макар че е труден за улавяне днес са известни 13 ареала, които обитава в тази обширна територия. До 2001 г. е класифициран в род Gracilinanus, но след това е отделен в нов род. Предполага се, че при нови изследвания ще се наложи отделянето на представителите от някои популации да бъдат описани в нови видове. Представителите на вида са предимно нощни дървесни животни обитаващи тропични и суптропични гори в Амазония.

## Описание
Видът е един от най-малките опосуми с дължина на тялото 75 - 90 mm, дължина на опашката 100 - 120 mm и тегло 13 - 18 грама. Притежава 4 млечни зърна. Ушите са дълги, тънки и голи, а очите му са сравнително големи.